# Planet Satan
Planet Satan è il secondo album in studio del gruppo musicale norvegese Mysticum, pubblicato nel 2014 dalla Peaceville Records.

## Tracce
1. LSD – 4:53
2. Annihilation – 4:41
3. Far – 4:43
4. The Ether – 6:49
5. Fist of Satan – 4:53
6. All Must End – 7:01
7. Cosmic Gun – 5:40
8. Dissolve into Impiety – 8:35

## Formazione

### Gruppo
- Svartravn – voce, chitarra
- Herr General Cerastes – voce, chitarra
- Mean Malmberg – basso, drum machine